# Legenda o Józefie

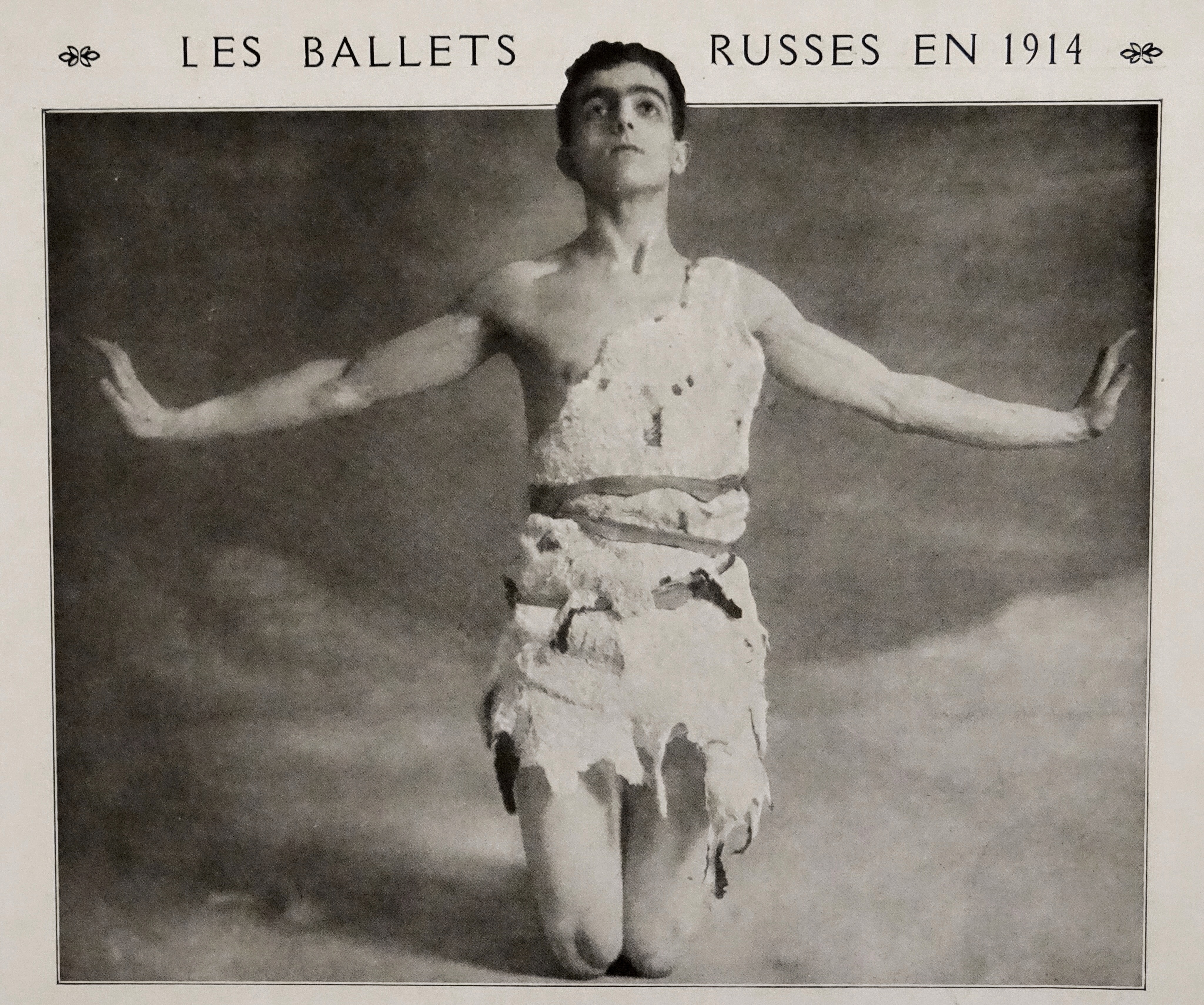
Leonid Miasin w roli Józefa (1914)

Legenda o Józefie - balet w dwóch obrazach z muzyką Richarda Straussa według libretta Harry'ego Kesslera i Hugo von Hofmannsthala z choreografią Michaiła Fokina. Prapremiera odbyła się w Paryżu w 1914 w wykonaniu Baletów Rosyjskich Siergieja Diagilewa na scenie opery. Premiera polska w Warszawie miała miejsce w 1937 w Teatrze Wielkim.
Jest to historia okrutnej żony Putyfara, urzędnika egipskiego i jej namiętności do niewinnego młodzieńca Józefa. Intencją twórców baletu było podkreślenie kontrastu między nieskazitelną, uduchowioną postacią Józefa a subtelną, złą kobietą. Zwycięstwo chrześcijańskiej moralności symbolizuje nieco naiwnie postać Archanioła chroniącego Józefa i wniebowzięcie chłopca. Inscenizacja baletu wzorowana była na malarstwie Paolo Veronesego i roztaczała renesans.